# Великое (Тарногский район)
Великое — деревня в Тарногском районе Вологодской области.
Входит в состав Маркушевского сельского поселения, с точки зрения административно-территориального деления — в Раменский сельсовет.
Деревня Великое зарегистрирована постановлением губернатора Вологодской области 26 декабря 2000 года. Название деревни утверждено постановлением законодательного собрания Вологодской области 11 июля 2001 года, Правительством РФ — 31 марта 2003 года.
По данным переписи в 2002 году постоянного населения не было.